# GameDuell
GameDuell est un site web de jeu en ligne créé en 2003 à Berlin par Kai Bolik, Boris Wasmuth et Michael Kalkowski. En plus de ses fondateurs,  les groupes d’édition Georg von Holtzbrinck Publishing Group (« Handelsblatt »,  « Die Zeit »), Hubert Burda (« Focus »,  « Bunte ») et, depuis 2008, l’entreprise de capital risque Wellington Partners qui possède des parts dans l’entreprise.

## Implantation
GameDuell a rencontré un fort succès en France notamment grâce à ses mini-bannières flash qui permettent à l’utilisateur de jouer directement sur la bannière publicitaire avant d’être redirigé vers le site pour continuer à jouer. Il est possible de jouer sur GameDuell grâce aux crédits d’essais offerts, ou en devenant joueur gagnant.
À l’heure actuelle, GameDuell est présente en Allemagne, en Autriche, aux États-Unis, en Grande-Bretagne, en Espagne, en France, aux Pays-Bas, en Suède et au Danemark.

## Services proposés
GameDuell propose aux internautes de jouer à des jeux d’adresse (jeu d'adresse) et de prendre part à des tournois.  L’audience de GameDuell est constituée de joueurs occasionnels et de joueurs réguliers de toutes les tranches d’âges au-dessus de 18 ans. La plupart des jeux que l’internaute peut trouver sur GameDuell sont des jeux de société bien connus, ce qui permet souvent de pouvoir jouer directement sans devoir apprendre les règles.

## Jeux proposés

### Jeux de cartes et de société
- Belote
- Solitaire, solitaire harmonie, Freecell
- Spider
- Pyramide, pyramide maya
- Zoo 21
- Rami
- Yams
- Le 8 américain
- Dame de Pique
- Backgammon
- Tarot

### Jeux d’action
- Fluffy
- Joyaux
- Combina
- Combifoot
- Aquabulle, rapidobulle
- Jeu de la 8
- Jeu de la 9 Solo
- Pôle stars
- Dragon clic
- Capt’n Clic
- Sphères de l’olympe
- Jetris
- Mahjong, Mahjong fleurs
- Bataille des pirates
- Fléchettes
- Casse briques
- Q-Bust

### Jeux de réflexion
- Énigme de la fortune
- GhostSweeper
- Professeur Mulot
- Sudoku Domino

## sources
1. ↑  (de) « Die größten Spiele-Entwickler in Deutschland 2020 (Update) - GamesWirtschaft.de », sur GamesWirtschaft.de, 7 août 2020 (consulté le 11 août 2020).
2. ↑  « GameDuell », sur journaldunet.com (consulté le 20 juin 2023).
3. ↑  (en) « Amazon Alexa », sur alexa.com (consulté le 20 juin 2023).